# Apopka
Apopka es una ciudad ubicada en el condado de Orange en el estado estadounidense de Florida. En el Censo de 2010 tenía una población de 41542 habitantes y una densidad poblacional de 492,04 personas por km².

## Geografía
Apopka se encuentra ubicada en las coordenadas 28°42′14″N 81°31′52″O / 28.70389, -81.53111. Según la Oficina del Censo de los Estados Unidos, Apopka tiene una superficie total de 84.43 km², de la cual 80.92 km² corresponden a tierra firme y (4.15%) 3.51 km² es agua.

## Demografía
Según el censo de 2010, había 41542 personas residiendo en Apopka. La densidad de población era de 492,04 hab./km². De los 41542 habitantes, Apopka estaba compuesto por el 64.27% blancos, el 20.67% eran afroamericanos, el 0.3% eran amerindios, el 3.2% eran asiáticos, el 0.09% eran isleños del Pacífico, el 8.17% eran de otras razas y el 3.3% pertenecían a dos o más razas. Del total de la población el 25.39% eran hispanos o latinos de cualquier raza.